# Shane Duffy
Shane Patrick Michael Duffy (Derry, 1 de janeiro de 1992) é um futebolista profissional irlandês que atua como defensor. Atualmente defende o Norwich City.

## Carreira
Shane Duffy fez parte do elenco da Seleção Irlandesa de Futebol da Eurocopa de 2016.

## Títulos
Brighton & Hove Albion
- EFL Championship: Vice - 2016–17